# Sala de mil y quinientas
Se llamaba sala de mil y quinientas a la sala del Consejo en la que se veían los pleitos muy graves. 
Después de haber pasado la Vista y Revista de la Chancillería, en el juicio de propiedad se apelaba a S.M. el rey y para que fuera admitida el apelante debía depositar 1.500 doblas de a 485 maravedís cada una. Si conseguía ganar el pleito la cantidad depositada le era devuelta y si lo perdía, perdía el importe, del cual recibía una parte el rey, otra los jueces que habían dictado sentencia y otra, la otra parte litigante. 
La sala de mil y quinientas fue establecida en 1390 por Enrique III de Castilla. El monarca estableció que los pleitos de tenuta se vieran y determinasen en dicha sala con la asistencia de los once ministros que componían las tres salas de justicia y que culminasen con una sola sentencia. 